# ノルウェー自由党

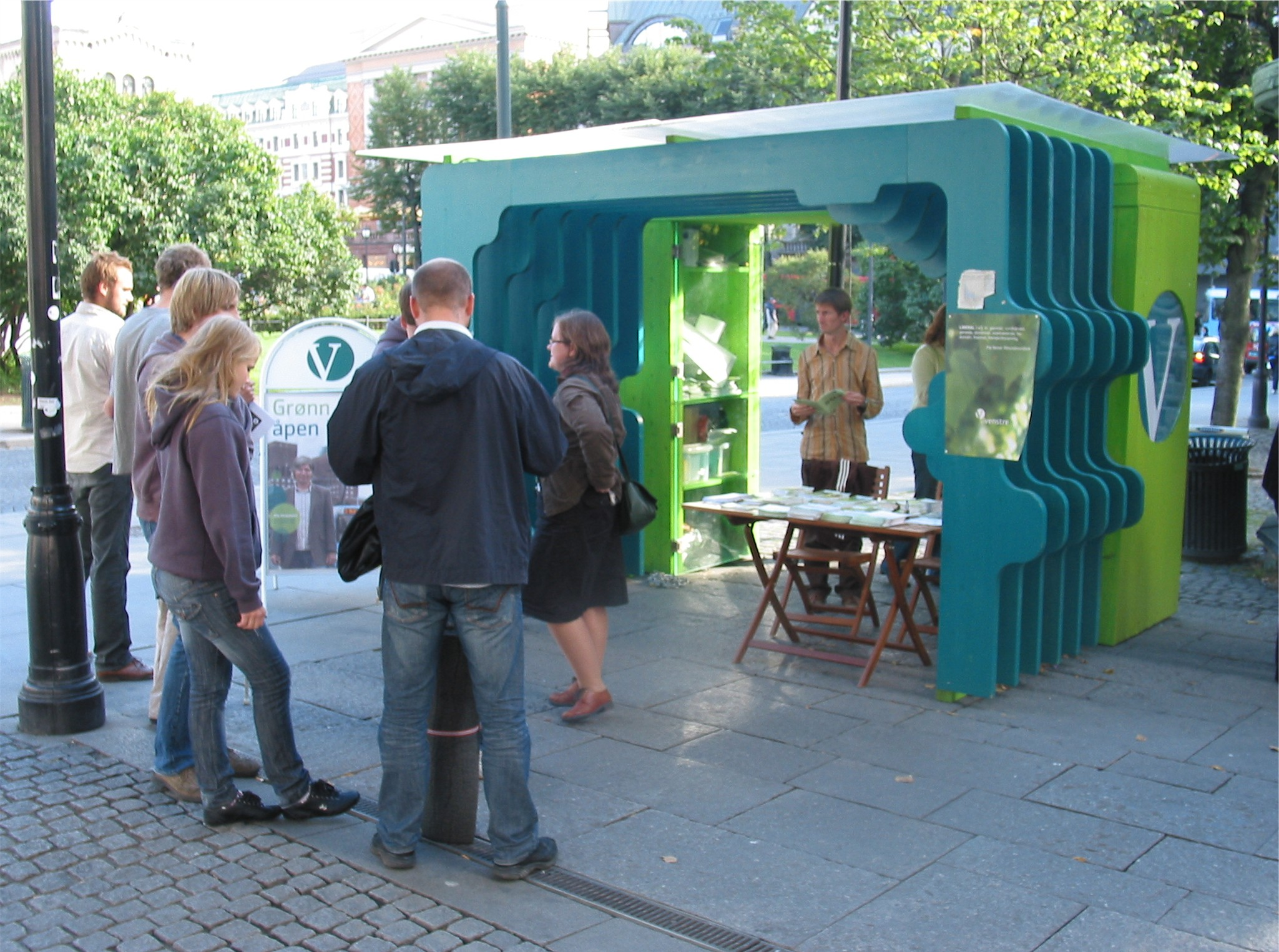
地方選挙におけるキャンペーン・ブース（2007年）

ノルウェー自由党（のるうぇーじゆうとう、ノルウェー語: Venstre、略称:V）は、ノルウェーの社会自由主義、中道政党。1884年に設立された国内最古の政党でもある。現在の党首はグリ・メルビー（2020年就任）。直近2021年の総選挙では、前回2017年のときと同じ8議席を獲得した。自由主義インターナショナル及び欧州自由民主改革党に加盟。

## 党名について
党名（ヴェンスタ、Venstre）がノルウェー語で「左派」を意味するものの、党自体は中道政党を標榜する。中央党が左派連立政権の与党でありヴェンスタが「非社会主義」野党であることから、「中道」政党（つまり中央党）が「左派」（つまりヴェンスタ、自由党）自体よりも左に位置するというねじれ現象が生じている。
1884年には「左派党」が党名の候補として選ばれたが、今日のように「左派」が社会主義を指すものではなく、「保守派」に対する「リベラル派」や「急進派」といった議会内での地位を意味するためである。リベラリズムを掲げるデンマークのヴェンスタ（Venstre）やラディケーリ（Radikale Venstre）についても同様のことが言える。
「ヴェンスタ」（つまり「左派」）という語は元々、フランス革命以来第三身分の出身である自由主義者が、議会内で大統領の席から見て左側（第二身分である貴族階級は議会内で右側）に座っていたことに由来するものである。

## 歴史
1884年、ノルウェーに議会主義を導入するか否かについての論争の中から、議会主義を擁護する政党として誕生。その際、議会主義に反対する保守派は保守党を結成した。議会主義闘争が勝利すると、自由党党首（当時）のヨハン・スベルドラップが議会多数派の支持を得て初代首相に就いた。その後、男子普通選挙（1898年、女子普通選挙は1913年）、スウェーデン＝ノルウェーの解消（1905年）など諸改革を矢継ぎ早に行ったほか、1935年までに6名の首相を輩出している。
しかし、労働党が伸長するようになると、自由党は次第に支持基盤を失った。1915年の選挙で自由党が議会第一党となったのを最後に、1920年に農民党（現・中央党）が、1933年にキリスト教民主党（キリスト教人民党とも）がそれぞれ結成されると更に勢力が弱体化（両党は何れも元自由党員が結党）。第二次世界大戦後は4つの連立政権に参加し、最近では2001年から2005年まで第2次ヒェル・マグネ・ボンデヴィーク政権の与党となった。
欧州共同体や欧州連合への加盟に関しての論争により、1972年にレーロースでEC加盟支持の党員が分派（後の自由人民党）を結成。自由党所属国会議員13名のうち9名が自由人民党に移籍したことから、小政党に転落した上1973年の選挙で当選者が2名にまで激減する。1974年、ノルウェーの政党では初めて女性党首（エヴァ・コルスタ）が選ばれた。
1985年の選挙に際し、結党以来初めて（そして現在に至るまで唯一）労働党政権支持を表明する。だが選挙の結果、残る2名が落選し初めて議会に議員が居なくなった。1988年、自由人民党と再統合するも翌年の選挙で議席獲得には至らなかった。1993年の選挙でも比例区から議席が出なかったものの、ホルダラン県選挙区にてラーシュ・スポーンハイムが当選を果たす（スポーンハイムは選挙前、当選の暁には自宅のあるウルヴィクから首都のオスロまで歩いて山を越えてやると明言したことが話題となった）。
1997年、議席獲得の必要要件である4%をクリアし6議席を獲得、第1次ボンデヴィーク政権にてスポーンハイムが通商産業相となるなど、1973年以来久しぶりに4名の閣僚を輩出した。2000年に議会で火力発電所建設を決定すると内閣はこれを拒否し総辞職、翌年の選挙で自由党は辛うじて議席獲得に必要な4%の得票率を得たものの、当選者を2名出したに留まり、第2次ボンデヴィーク政権でも引き続き議会第3党として与党を担当。
2005年の選挙では得票率が5.9％と1969年以来の好成績を残し、10名（比例区4名、選挙区6名）が当選した。なお、この選挙で赤緑連合が大勝したため野党に転落。2009年9月14日、スポーンハイム党首が同年の総選挙で党勢が奮わなかった責任を取り辞任を発表した。議席獲得に必要な得票率である4%を越えたものの、選挙前の10議席から2議席へと大きく減らしたためである。しかし選挙後に党員数が大きく伸び、党費を払う党員数が2割以上増えた。

## 政策
結党以来中道右派及び中道連立政権の与党であった。2001年から2005年まで保守党やキリスト教民主党と共に中道右派政権へ参画していたが、2005年の選挙で大敗したため野党に転落。近年の選挙では環境問題や教育、小さな政府などに焦点を当てキャンペーンを展開、環境に悪影響を及ぼす活動に対しては高税を課す方針を打ち出している。福祉国家改革の目玉として最低限所得保障の導入も目指す。
その他、外国人労働者の受け入れ増やノルウェー国教会の廃止、控除を伴う一律課税や基礎自治体に対する権限の大幅移譲（地方分権）を提唱。一方、欧州連合への加盟には一貫して反対の立場を採り、欧州経済領域への残留を掲げる。2007年、国内の政党としては初めてファイル共有を合法とする見解を示した。